# Hi-Q (formație)
Hi-Q a fost un grup pop românesc, fondat în 1996 în Brașov. Trupa a activat timp de 18 ani și a fost compusă din Dana Nălbaru, Mihai Sturzu și Florin Grozea.

## Membri

### Componența finală
- Florin-Alexandru Grozea: vocal, compozitor, textier, orchestrator.
- Mihai-Răzvan Sturzu: vocal, compozitor, manager.
- Dana Nălbaru (Daniela-Alina Nălbaru): vocal.

### Foști membri
- Nicoleta Cecilia Drăgan: cântăreață, compozitoare, textieră 2003-2008.
- Ana Buxai (Anya): 18 aprilie 2008 - 4 februarie 2010 [3][4]: vocal.

## Discografie
| - The Very Best of Hi-Q (1997) - UrasQbesc (1999) - Dă muzica mai tare!!! (2001) - Pentru prieteni (2003) - O mare de dragoste (2004) - Razna (2006) - De 10 ani, vă mulțumim! Best of - Acustic (2007) - Când zâmbești (2012) | - Nu pot face nimic (1997) - Sfârșit de septembrie (1997) - Sâmbătă seara (1999) - Totul va fi bine (2000) - Dă muzica mai tare! (2000) - Un minut (2001) - Cât te iubeam (2001) - E vara mea (2001) - Prea departe (2001) - Tu ești dragostea mea (2002) - Dor de tine, dor de noi (2002) - Razna (2004) - Gașca mea (2004) - Te-am iubit, dar... (2005) - Poveste fără nume (2006) - Ocean de lacrimi (2006) - Bună dimineața (2007) - Așa-s prietenii (2008) - Lose you (2009) - Ice of you (2010) - Încă o dată (2011) - Ochii verzi (2011) - Amanta (2012) - Soare (2012) - Când zâmbești (2012) - Luni (2013) - Inimi SRL (2013) |